# Xenothecium jodophilum
Xenothecium jodophilum — вид грибів, що належить до монотипового роду  Xenothecium.